# Ciconiformes
Els ciconiformes (Ciconiiformes) són un ordre de grans ocells, que ha patit nombrosos canvis en funció dels avanços en investigació. Tradicionalment l'ordre dels ciconiformes ha inclòs gran varietat de grans aus de potes llargues amb grans becs: cigonyes, agrons, ibis, becplaners, i altres.
Arran el desenvolupament de tècniques d'investigació en biologia molecular, de finals del segle xx, i en particular els mètodes per a l'estudi de la hibridació d'ADN, els investigadors van anar obtenint una gran quantitat d'informació, que els va permetre afirmar que moltes aus amb aspecte diferent entre elles, estan de fet relacionades d'una manera molt més estreta del que semblava. Com a conseqüència va sortir la revolucionària taxonomia de Sibley-Ahlquist que canviava radicalment l'ordre dels ciconiformes. Molts ordres van desaparèixer, passant les seves espècies a engrossir els ciconiformes. Aquest era el cas dels esfenisciformes, gaviformes, podicipediformes, procel·lariformes, caradriformes, pelecaniformes, falconiformes o fenicopteriformes.
Nous estudis han anat aportant dades que han permet, fins a cert punt, reafirmar les classificacions clàssiques, de manera que, en general, s'han tornat a considerar els ordres "engolits" per la classificació de Sibley-Ahlquist. Actualment, però, es considera que tresquiornítids, ardèids, balaenicipítids i altres, malgrat llurs potes llargues, estan més prop dels pelicans que no pas de les cigonyes, de manera que l'ordre dels ciconiformes ha quedat reduït a la família dels cicònids.